# Musca conducens
Musca conducens är en tvåvingeart som beskrevs av Walker 1859. Musca conducens ingår i släktet Musca och familjen husflugor. Inga underarter finns listade i Catalogue of Life.